# Katalog rozproszony
Katalog rozproszony – połączony katalog biblioteczny, skupiający w jednym miejscu rozproszone dane z wielu różnych baz katalogowych. Pełni rolę multiwyszukiwarki zbiorów bibliotecznych, która może przeszukać dowolną liczbę katalogów równocześnie. Katalogi rozproszone w odróżnieniu od katalogów centralnych nie posiadają własnych zbiorów danych. Wyszukiwanie i pobieranie informacji w katalogu rozproszonym odbywa się za pomocą tzw. protokołu Z39.50
Największym drukowanym katalogiem rozproszonym jest amerykański National Union Catalog (NUC), ukończony w 1981 roku.

## Przykłady katalogów rozproszonych
- KaRo – Katalog Rozproszony Bibliotek Polskich. karo.umk.pl. [zarchiwizowane z tego adresu (2013-07-25)].
- FIDKAR – multiwyszukiwarka dla komputerowych baz bibliotecznych
- KVK – Karlsruhe Virtual Catalog
- VThK – Virtuelle Katalog Theologie und Kirche